# Visitors
Visitors hieß die schwedische Band von Sänger Göran Danielsson Hjertstedt (* 15. Januar 1957 in Vingåker) und Keyboarder Svante Persson (* in Malmö, Südschweden).

## Bandgeschichte
Persson kam 1985 nach Stockholm und etablierte sich schnell als Studiomusiker. Er arbeitete mit bekannten schwedischen Musikern wie Tomas Ledin und Eva Dahlgren und wurde einer der renommiertesten Keyboarder Schwedens. Während seiner Zeit als Studiomusiker traf er Hjertstedt, mit dem er die Visitors gründete. Beide Musiker schrieben die Songs, die Texte steuerte der Brite Roy Colegate bei. Als Manager konnte Roffe Persson gewonnen werden. Es folgte die Vertragsunterzeichnung bei EMI und Virgin Scandinavia.
1986 erschien die erste Single Do You Wanna Play. Es folgten weitere Veröffentlichungen, wie All of Your Attention, Love Like a Mountain und Never so Blue, die die Visitors in ihrer Heimat bekannt machten. Im Sommer 1988 enterten die beiden Schweden die Spitze der isländischen Charts und hatten einen Gastauftritt beim New Music Seminar im Cat Club in New York. 1989 begannen die Arbeiten an neuen Songs, die 1990 auf dem Album This Time the Good Guys Gonna Win enthalten waren. Dafür gab es noch im gleichen Jahr den Grammis für die Popgruppe des Jahres.
Die Schallplatten des Duos wurden in Deutschland, Frankreich, Kanada, Japan und vielen anderen Ländern veröffentlicht. Das Album This Time the Good Guys Gonna Win erschien auch im Vereinigten Königreich. Die letzte gemeinsame Produktion Sky High stammt ebenfalls aus dem Jahr 1990.
Hjertstedt wirkte später als Mitglied von Rednex bei den Hits Cotton Eye Joe und Old Pop in an Oak mit.

## Diskografie

### Alben
- 1987: Attention
- 1988: Two
- 1989: So Far - A Compilation of Their Best
- 1990: This Time the Good Guys Gonna Win
- 1990: Visitors Promo (Mini-Album)

### Singles
- 1986: Do You Wanna Play
- 1986: All of Your Attention
- 1987: Love Like a Mountain
- 1987: Never so Blue
- 1987: One Track Heart
- 1987: Do, Do, Do, Do (You Love Her)
- 1987: Never so Blue (Special Disco Version)
- 1987: Nothing to Write Home About
- 1987: Do You Wanna Play (Extended UK Mix) / All of Your Attention (Extended Swedish Mix)
- 1988: Melody
- 1988: One Way Ticket
- 1989: Världen Är Vår (mit Sofia Källgren)
- 1989: Virgin Eyes
- 1989: Hit the Music
- 1990: Jazz
- 1990: Sky High
- 1990: Security Reasons